# Dobra (Łobez)
Pour les articles homonymes, voir Dobra.
Dobra (prononciation : [ˈdɔbra] ; allemand : Daber) est une ville de la voïvodie de Poméranie occidentale, dans le nord-ouest de la Pologne. Elle est le siège de la gmina de Dobra, dans le powiat de Łobez. Sa population s'élevait à 2 370 habitants en 2013. 